# Pika Nogavička
Pika Nogavička (švedsko: Pippi Långstrump) je junakinja del Astrid Lindgren. Živi v vili Čira Čara s konjem ter opico z imenom Ficko.
Pika Nogavička, najmočnejša deklica na svetu, živi sama v vili Čira-čara, saj je njen oče kapitan, ki večino časa pluje po širnih morjih. Ob praznikih jo obišče, da ni osamljena in da ji prinese zlatnike, mati pa jo ves čas varuje z nebes. Kadar je Pika žalostna, ji deklica maha in jo ogovarja z lepimi nežnimi besedami. Navihana deklica pa ni samo močna ampak tudi bogata. Preden je njen oče odjadral, ji je zapustil dve skrinji zlata.
Njena najboljša prijatelja sta soseda Tomaž in Anica, ki sta brat in sestra. Skupaj se igrajo na vrtu pred hišo in v vili Čira-čara. Pika Nogavička ima po ličkah pegice, oranžne lase spete v dve kiti, ki navihano štrlita vsaka na svojo stran. Ima dve različni nogavici in čevlja kot 2 velika čolna. Pika ne hodi v šolo in nikoli ne želi odrasti. Želi si ostati otrok, saj misli, da je svet odraslih dolgočasen. Ves čas jo spremljata njena hišna ljubljenčka, opica Ficko in bel konj z velikimi črnimi pikami, ki ga lahko s svojo neverjetno močjo celo dvigne.
Njeni pripetljaji so polni nenavadnih dogodivščin, reši celo očeta iz ujetništva gusarjev. Ko ji tatova vdreta v hišo, vedoč, da ima Pika skrite zlatnike, ju s svojimi ukanami prežene in nikoli več se ne vrneta.